# Серафим (Мещеряков)
Митрополи́т Серафи́м (в миру Я́ков Миха́йлович Мещеряко́в; 18 марта 1860, село Хлыстовка, Краснослободский уезд, Пензенская губерния — 7 мая 1933, Ростов-на-Дону) — епископ Русской православной церкви, митрополит Ставропольский и Кавказский. Один из лидеров обновленчества в 1922—1924 годах.

## Биография
Родился 18 марта 1860 года в семье крестьянина Пензенской епархии.
В 1881 году окончил Пензенскую 1-ю гимназию, после чего поступил в Санкт-Петербургскую духовную академию.
13 октября 1884 года пострижен в монашество с именем Серафим, с 28 октября 1884 года — иеродиакон, с 8 мая 1885 года — иеромонах.
В 1885 году окончил Санкт-Петербургскую духовную академию со степенью кандидата богословия с правом получения степени магистра без нового устного испытания.
С 15 сентября 1885 года — смотритель Холмского духовного училища.
С 1888 года — инспектор Холмской духовной семинарии.
С 1890 года — ректор Самарской духовной семинарии в сане архимандрита.
С 1893 года — ректор Тифлисской духовной семинарии и член Грузинской Имеретинской синодальной конторы. В 1894 году награждён орденом святой Анны II степени.
Именно в это время (1894—1899) в семинарии обучался Иосиф Джугашвили.

### Епископ
С 23 августа 1898 года — епископ Острожский, викарий Волынской епархии.
В 1899 год удостоен степени магистра богословия за диссертацию: «Прорицатель Валаам. Книга Числ XXII—XXV главы», посвященную эпизодов священной истории, повествующему о том, как прорицатель, призванный проклясть израильтян, произнёс вместо проклятия благословение. Подробное толкование этого эпизода в книге не ограничивается исторической экзегезой, а сочетается с богословскими и назидательными размышлениями.
С 4 июня 1902 года — епископ Полоцкий и Витебский.
Под руководством епископа Серафима на Полоцко-Витебской земле постоянно открывались новые приходы, бурно развивалось духовное образование, состоялось историческое перенесение мощей преподобной Евфросинии Полоцкой из Киева в Полоцк.
С 25 июля 1911 года — архиепископ Иркутский и Верхоленский.
При нём закончено строительство в Иркутске церквей: каменной Александринской и деревянной Иннокентьевской в Глазковском предместье и деревянной Иннокентьевской при Иркутской Кузнецовской больнице. Возведены крупные каменные храмы в селе Голуметском — Николаевский, в селе Тулун — Покровский и в селе Кутулик — Предтеченский. Всего за четыре года его управления епархией построено более 40 храмов, большая часть из них в новых переселенческих посёлках.
11 декабря 1915 года уволен на покой после ревизии Тобольской епархии, оказавшейся неблагоприятной для распутица и царского любимца епископа Варнавы (Накропина). Местопребывание назначено в Красноярском Успенском монастыре.
С 1916 года — управляющий на правах настоятеля Николо-Бабаевского монастыря Костромской епархии.
По-видимому, в июне 1922 году назначен архиепископом Костромским и Галичским, сменив ушедшего в раскол Севастиана (Вести).

### Пребывание в обновленчестве
16 июля 1922 года присоединился к обновленческому движению, подписав вместе с митрополитом Сергием (Страгородским) и архиепископом Евдокимом (Мещерским) «Меморандум трёх», где говорилось, что они признаю́т единственной канонической верховной властью в церкви обновленческое Высшее церковное управление.
С 1922 года — обновленческий митрополит Могилёвский. В этом качестве созвал обновленческий Белорусский собор.
4 сентября 1923 года в аудитории Политехнического музея участвовал в диспуте на тему: «Обновленческий Собор 1923 года», где главным докладчиком и обвинителем стал епископ Иларион (Троицкий). В докладе сотрудника ГПУ говорилось в том числе:

Живоцерковнический епископ СЕРАФИМ КОСТРОМСКОЙ — 70 лет, в красной рясе /изодранной/. Этого публика слушала и даже иногда аплодировала. Он указал на то, что начиная с 4 века — административная церковная власть, подпав под влияние государства, вечно поставлялась неправильно. Ставились недостойные приспешники власти. Та же история повторилась у нас, начиная с Петра. Стало быть епископы, назначаемые Синодом даже менее достойны, чем епископы живоцерковнические /Публика не возражает./ Что касается власти сакраментальной — то она не нарушена. Истекает время, председатель не разрешает Серафиму говорить, хотя небольшая часть публики этого требует, остальные молчат.
В начале 1924 года назначен обновленческим митрополитом Нижегородским.

### Покаяние и дальнейшее служение
11 сентября 1924 года принёс покаяние на Патриаршем служении в храме Иоанна Предтечи в Москве, что на Земляном Валу. Как и в случае с Митрополитом Сергием покаяние было публичным. Принося покаяние, он так объяснил причины этого шага:

Сделал это я, во-первых, в силу тягостных для меня обстоятельств жизни и по независящим от меня причинам и, во-вторых, надеялись таким образом спасти общее положение Церкви, причём мы особенно рассчитывали на Собор, но наши надежды не оправдались. Вместо ожидаемых мира и блага церковного, самозванные управители только посеяли раздор и смуту, как бы на руку безбожия, словно они взяли у него подряд на разруху Церкви, а на самом деле только добивались тяжёлой ценой церковных разделений стяжать себе славу и, поистине прославились…

«Бог простит», — был ответ народа. Был принят в Патриаршую церковь в сане архиепископа.
25 сентября 1924 года был арестован. 19 июня 1925 года Особым Совещанием при Коллегии ОГПУ СССР к двум годам заключения в Соловецком лагере, где находился до 1927 года. Протопресвитер Михаил Польский в своей книге «Новые мученики российские» писал о нём:

На тот момент владыка Серафим имел уже не менее тридцати лет служения в епископском сане. Член старого Святейшего Синода, магистр богословия, он, как о нем говорили, был наименее доступным для широкого круга людей архиереем. Богатый архиерейский дом, пышные выезды, приемы высокопоставленных лиц, разговоры о делах и вопросах богословия только со своим образованным секретарем — вот сфера его былой жизни. Казалось, в новых условиях и в Соловках, он потерял, более чем все другие, равные ему, кто не так прятался в прежнюю свою золотую скорлупу.
Однако, в обстановке лагеря заключенных, этот, маленького роста старик был розовым, здоровым, покойным и довольным и, можно сказать, достаточно важным, как бы пребывающим по-прежнему на своей кафедре, так что всякий кто увидел бы его в первый раз, мог бы сказать, что он всегда был таким. На самом деле он был счастливее прежнего. На обычный вопрос — как вы поживаете, как вы себя чувствуете? — он отвечал улыбающийся и довольный: — «только теперь я и живу».
Старикам из духовенства была одно время привилегия быть сторожами у лагерных складов. На белые ночи своего дежурства Владыка, плотно одетый и подпоясанный веревкой, брал под мышку молитвослов и стопку книг, которые у соловчан еще водились в то время. В такие часы он умудрился написать доклад о догмате искупления и когда группа духовенства собиралась вместе раз в неделю по воскресениям, если «ударники» не совсем выбивали их из колеи, он читал свой доклад и в течение нескольких собраний доклад разбирался такими авторитетами, как профессор Иван Васильевич Попов, архиепископ Иларион [Троицкий] и др.

С 29 июня 1927 года — архиепископ Тамбовский.
С 28 января 1928 года — архиепископ Ставропольский и Кавказский. С 19 апреля 1932 года — митрополит.

### Последний арест и расстрел
17 января 1933 года арестован в городе Кропоткин Краснодарского края. Тройкой при ПП ОГПУ по СКК и ДССР приговорён 2 апреля 1933 года к высшей мере наказания. Расстрелян 7 мая 1933 года. Место его погребения неизвестно.

## Оценки
Революционный писатель В. А. Поссе в своих мемуарах «Пережитое и продуманное», вспоминая свои ученические годы и своих товарищей, вхожих в дом Храповицких:

Вот простодушного Мещерякова я хорошо понимал.
«Я — сын крестьянина, — рассказывал он мне во время одной из прогулок по Волнагинскому парку в имении Храповицких, — как бедному мальчугану мне приходилось пасти коров, а в душе росла мечта о силе и славе. Около нашей деревни в усадьбе жил генерал, а через деревню в карете, запряженной четверкой лошадей не раз проезжал архиерей. В мечтах своих я видел себя то генералом, то архиереем. Выбрал я карьеру духовную, а не военную. Ибо человеку простого звания сделаться архиереем легче, чем генералом».
Ко мне он относился с большой симпатией. Несмотря на то, что я не скрывал от него своего атеизма, он попросил меня прийти на его пострижение в монахи в Александро-Невскую Лавру.
Впоследствии я слышал, что он сделался архиереем и ездил в карете, запряженной «четвёркой лошадей».

Председатель Комиссии по канонизации святых Ставропольской епархии священник Евгений Шишкин отметил, что его канонизация оказалась невозможной:

Владыка Серафим не прославлен в лике святых по другой причине. Чекистам удалось его сломать — он не отрёкся от веры и своего сана, но на допросе признал себя политическим преступником, князем Мещерским, террористом… Ведь дело, очевидно сфабрикованное в традициях начала 30-х годов — по признательным показаниям. Когда не было улик, надо было добиться, чтобы человек сам себя оговорил. И мы не знаем, каким изощрённым пыткам подвергался владыка Серафим, но это можно представить себе по тем совершенно немыслимым признаниям, которые мы читаем в протоколах допроса. И по тому, какими дрожащими буквами расписывался он в конце страницы… Как выглядит конец жизни владыки Серафима в глазах Божиих? Может быть, Господь принял его как исповедника Своего, но для нас признательные показания являются одним из четких критериев, что официального прославления в лике святых исповедников быть не может.

## Комментарии
1. ↑  Ныне — Краснополье в Краснослободском районе Мордовии[1].

## Труды
- «Прорицатель Валаам». Кн. Числ. XXII—XXV гл. (Магистерская диссертация). СПб, 1899.
- «Причина религиозного неверия», Витебск, 1910.
- «Пастырское послание» // «Прибавление к Церковным Ведомостям», 1910, № 21, с. 840—845.
- «Слово, сказанное 26 августа в Иркутском кафедральном соборе в воспоминание событий 1912 г.» // «Прибавление к Церковным ведомостям» 1912, № 38, с. 1511.
- «Речь, произнесенная в Иркутском кафедральном соборе при вручении жезла новорукоположенному епископу Киренскому Евгению» // «Прибавление к Церковным Ведомостям», 1913, № 7-8, с. 345.